# Exechia changbaiensis
Exechia changbaiensis är en tvåvingeart som beskrevs av Wu och Zheng 2001. Exechia changbaiensis ingår i släktet Exechia och familjen svampmyggor. Inga underarter finns listade i Catalogue of Life.